# Atasco en la nacional
Atasco en la nacional és una pel·lícula espanyola dirigida per Josetxo San Mateo. Va ser rodada a la Ciutat de la Llum d’Alacant.

## Argument
Manuel (Pablo Carbonell) i Soledad (Anabel Alonso) formen un matrimoni amb tres fills: Sergio (Luisber Santiago) i Estíbaliz (Ana María Polvorosa), dos bessons de 16 anys, i Álex (Christian Casani) de 5 anys. Tota la família es va de vacances a la costa, a Cullera (València). Els problemes comencen amb els típics embussos a la carretera, després d'arribar a les tantes no els donen el pis que han llogat, i després de tot, tot allò era un somni de Manuel, mentre portava el cotxe en un embús.

## Repartiment
| Intèrpret                      | Personatge              |
| ------------------------------ | ----------------------- |
| Anabel Alonso                  | Soledad                 |
| Pablo Carbonell                | Manuel Montoro "Manolo" |
| Luisber Santiago               | Sergio Montoro          |
| Ana Polvorosa                  | Estíbaliz Montoro       |
| Roberto Sanmartín              | Carlos                  |
| Bárbara de Lema                | Begoña                  |
| Marta Chiner                   | Guardia Civil           |
| Antonio de la Fuente           | Iñaki                   |
| Malena Gracia                  | Malena                  |
| Christian Casani               | Álex Montoro            |
| Richard Collins-Moore          | John                    |
| Carles Castillo                | Pau                     |
| Salvador Madrid                | Carlos                  |
| Maribel García                 | Ahinoa                  |
| Marta Rey                      | Vanessa                 |
| Norman Moltó                   | Iker                    |
| Laura Pérez                    | Chica Discoteca 1       |
| Patricia Martínez              | Chica Discoteca 2       |
| Carol Ros                      | Amiga Begoña 1          |
| Lola Moltó                     | Amiga Begoña 2          |
| Diego Braguinsky               | Señor Orce              |
| Toni River                     | Camarero Chiringuito    |
| Markus Warnecke                | Portero Discoteca       |
| Ángela Castilla                | Presentadora de TV      |
| María Costa                    | Reportera TV            |
| Juan Navarro Teniente Paterson | Hombre                  |
| Ernesto Vañes                  | Vecino                  |
| Mayte Mira                     |                         |

## Crítiques
| «                       | "Espanya és 'ansí'. (...) un malson social-cinematogràfic esdevinguda en un túnel del temps que vindria a demostrar que igual el nostre país no ha canviat tant" | » |
| — Javier Ocaña, El País | |   |

## Premis
- Premi al millor llargmetratge de Mostra Cinema Valencià a la XXVIII edició de la Mostra de València.[5]

## Emissió per televisió
Perquè La 1 emetés la pel·lícula, es van haver d'abonar entre 500 000 i 600 000 euros a la productora.